# 栃翼祐一
栃翼 祐一（とちつばさ ゆういち、1980年10月3日 - ）は、青森県北津軽郡鶴田町出身で春日野部屋に所属していた元大相撲力士。本名は加賀谷 祐一（かがや ゆういち）、身長167cm、体重99.8kg。最高位は東幕下4枚目（2012年1月場所）。

## 来歴
青森県立木造高等学校から法政大学経営学部に進学。高校の先輩舞の海から「小さくても成長する」と言われ、入門を決意し、郷里の教員採用試験に不合格となったこともあり、第二新弟子検査を受験、合格を果たした。
2003年3月に前相撲でデビューし、翌5月には全勝で序ノ口優勝、7月では全勝で序二段優勝と順調に昇進したが、その後、三段目は5場所で通過し、2004年7月には初の幕下で2勝5敗と負け越した。2005年1月から2006年9月は幕下に踏み止まったが、同年11月に三段目に陥落した。2007年1月は全勝で三段目優勝を飾り、翌3月は西幕下14枚目で4勝3敗と勝ち越し。翌5月は西幕下10枚目と自己最高位まで番付を上げ、4勝3敗で勝ち越した。しかし自己最高位の西幕下6枚目で3勝4敗と負け越した。それから4年後の2011年5月技量審査場所では西幕下5枚目と自己最高位を更新したが、この場所も2勝5敗と負け越した。
ひねりや返しや投げが得意であった。
また2004年には網膜剥離の手術を受けたため視力は左目はほとんど見えず、右目は0.1と極度の近眼である。
2012年5月場所を全休し、その場所限りで現役を引退した。栃翼は引退を決めた理由として膝などの故障を挙げ「まだ数年は幕下で取れる自信はあるけど、納得いく相撲が取れなくなったから。得意な体勢になっても勝てなくなった」と話していた。引退後はベビー用品などを扱う都内の会社に勤務している。

## 主な成績
- 通算成績：196勝149敗33休（55場所）
- 各段優勝：三段目優勝1回（2007年1月場所）、序二段優勝1回（2003年7月場所）、序ノ口優勝1回（2003年5月場所）

| | 一月場所 初場所（東京） | 三月場所 春場所（大阪） | 五月場所 夏場所（東京） | 七月場所 名古屋場所（愛知） | 九月場所 秋場所（東京）   | 十一月場所 九州場所（福岡） |
| --- | ----------------------- | ----------------------- | ----------------------- | --------------------------- | ------------------------- | --------------------------- |
| 2003年 （平成15年） | x                       | （前相撲）              | 西序ノ口16枚目 優勝 7–0 | 西序二段21枚目 優勝 7–0     | 東三段目26枚目 3–4        | 西三段目39枚目 5–2          |
| 2004年 （平成16年） | 西三段目13枚目 3–4      | 東三段目26枚目 3–4      | 西三段目39枚目 6–1      | 東幕下55枚目 2–5            | 東三段目20枚目 休場 0–0–7 | 東三段目80枚目 7–0          |
| 2005年 （平成17年） | 東幕下52枚目 4–3        | 西幕下45枚目 3–4        | 東幕下58枚目 5–2        | 西幕下39枚目 3–4            | 西幕下50枚目 5–2          | 東幕下35枚目 5–2            |
| 2006年 （平成18年） | 東幕下20枚目 3–4        | 東幕下27枚目 3–4        | 東幕下34枚目 4–3        | 東幕下27枚目 1–5–1          | 東幕下53枚目 3–4          | 西三段目3枚目 3–4           |
| 2007年 （平成19年） | 西三段目19枚目 優勝 7–0 | 西幕下14枚目 4–3        | 西幕下10枚目 4–3        | 西幕下6枚目 3–4             | 西幕下9枚目 3–4           | 東幕下15枚目 4–3            |
| 2008年 （平成20年） | 西幕下12枚目 0–4–3      | 西幕下47枚目 休場 0–0–7 | 東三段目28枚目 5–2      | 東三段目5枚目 5–2           | 東幕下44枚目 5–2          | 西幕下25枚目 3–4            |
| 2009年 （平成21年） | 東幕下36枚目 5–2        | 西幕下22枚目 2–5        | 西幕下35枚目 休場 0–0–7 | 西三段目15枚目 5–2          | 東幕下52枚目 5–2          | 西幕下37枚目 4–3            |
| 2010年 （平成22年） | 東幕下31枚目 5–2        | 西幕下20枚目 3–4        | 東幕下27枚目 3–4        | 西幕下37枚目 5–2            | 西幕下22枚目 2–5          | 西幕下32枚目 6–1            |
| 2011年 （平成23年） | 東幕下13枚目 5–2        | 八百長問題 により中止   | 西幕下5枚目 2–5         | 東幕下6枚目 1–5–1           | 東幕下26枚目 6–1          | 東幕下9枚目 5–2             |
| 2012年 （平成24年） | 東幕下4枚目 2–5         | 西幕下10枚目 2–5        | 東幕下22枚目 引退 0–0–7 | x                           | x                         | x                           |
| 各欄の数字は、「勝ち-負け-休場」を示す。 優勝 引退 休場 十両 幕下 三賞：敢=敢闘賞、殊=殊勲賞、技=技能賞 その他：★=金星 番付階級：幕内 - 十両 - 幕下 - 三段目 - 序二段 - 序ノ口 幕内序列：横綱 - 大関 - 関脇 - 小結 - 前頭（「#数字」は各位内の序列） |                         |                         |                         |                             |                           |                             |

## 改名歴
- 加賀谷 祐一（かがや ゆういち）2003年3月場所 - 2007年11月場所
- 栃翼 祐一（とちつばさ -）2008年1月場所 - 2012年5月場所